# Yamusukro
Yamusukro (en francés: Yamoussoukro) es la capital de Costa de Marfil, situada junto al lago de Kossou, un embalse artificial construido sobre el río Bandama. Es desde 1983 la capital administrativa del estado en sustitución de Abiyán, situada a 240 km al sur, que continúa siendo no obstante la ciudad principal y la que concentra la actividad económica del país. Está dividida en 169 barrios.
La ciudad tenía 155.803 habitantes según el censo de 1998 y una población estimada de 200.103 habitantes en 2006, por lo que es la cuarta ciudad más poblada de Costa de Marfil tras Abiyán, Bouaké y Daloa y por delante de Korhogo; originalmente la etnia predominante era la baoulé, si bien actualmente convive en la ciudad gente de procedencia muy diversa, ya que se encuentra en una encrucijada de caminos.
Destaca en ella la Basílica de Nuestra Señora de la Paz de Yamusukro.
Su gobernador es N´Dri Koffi Apollinaire.

## Toponimia
Antiguamente en el lugar en el que se levanta la ciudad existía una pequeña aldea agrícola denominada N'Gokro. La reina baoulé de este asentamiento se llamaba Yamoussou y cuando se refundó la ciudad se decidió honrar la memoria de esta reina denominando a la ciudad Yamoussoukro, de forma que se añadió al nombre de la reina el sufijo «kro», que en idioma baoulé quiere decir «ciudad».

## Geografía

### Localización
Yamusukro se encuentra en el centro del país, en la región de Lacs, a 248 kilómetros de Abiyán. Está situada en una llanura, rodeada de una sabana arbórea y atravesada por cursos de agua, entre los que se encuentran el Marahoué y el N'Zi, dos afluentes del Bandama.
El distrito de Yamusukro está situado entre los 6° 15' y 7° 35' de latitud norte, y los 4° 40' y 5° 40' de longitud oeste.
|                       | Norte: Tiébissou, Bouaké |                |
| Oeste: Daloa, Bouaflé |                          | Este: Dimbokro |
|                       | Sur: Toumodi             |                |

### Clima
Yamusukro está sujeto a un clima ecuatorial con cuatro estaciones.
- Larga estación seca desde mediados de noviembre hasta mediados de marzo, que se caracteriza por la presencia del harmattan un viento seco y potente proveniente del Sáhara, lo que reduce considerablemente la humedad.
- Larga temporada de lluvias de mediados de marzo hasta mediados de julio.
- Corta estación seca desde mediados de julio hasta mediados de septiembre.
- Breve estación de lluvias desde mediados de septiembre hasta mediados de octubre.

En temporada de lluvias puede llover de forma continua durante varios días consecutivos, cuando la lluvia es intensa durante una hora, un período que es seguido por calor muy fuerte.
La precipitación media oscila entre 900 a 1100 mm por año, con una distribución muy variable. La temperatura promedio en la región es de aproximadamente 26 °C. La humedad relativa varía entre el 75 y cae un 85% a 40% en el período de harmattan y entre el 80 y el 85% en la temporada de lluvias.
| Parámetros climáticos promedio de Yamusukro | Parámetros climáticos promedio de Yamusukro | Parámetros climáticos promedio de Yamusukro | Parámetros climáticos promedio de Yamusukro | Parámetros climáticos promedio de Yamusukro | Parámetros climáticos promedio de Yamusukro | Parámetros climáticos promedio de Yamusukro | Parámetros climáticos promedio de Yamusukro | Parámetros climáticos promedio de Yamusukro | Parámetros climáticos promedio de Yamusukro | Parámetros climáticos promedio de Yamusukro | Parámetros climáticos promedio de Yamusukro | Parámetros climáticos promedio de Yamusukro | Parámetros climáticos promedio de Yamusukro |
| Mes                                         | Ene.                                        | Feb.                                        | Mar.                                        | Abr.                                        | May.                                        | Jun.                                        | Jul.                                        | Ago.                                        | Sep.                                        | Oct.                                        | Nov.                                        | Dic.                                        | Anual                                       |
| ------------------------------------------- | ------------------------------------------- | ------------------------------------------- | ------------------------------------------- | ------------------------------------------- | ------------------------------------------- | ------------------------------------------- | ------------------------------------------- | ------------------------------------------- | ------------------------------------------- | ------------------------------------------- | ------------------------------------------- | ------------------------------------------- | ------------------------------------------- |
| Temp. máx. media (°C)                       | 31.5                                        | 33.5                                        | 33.5                                        | 32.9                                        | 31.7                                        | 30.1                                        | 28.6                                        | 28.5                                        | 29.3                                        | 30.1                                        | 30.7                                        | 30.1                                        | 30.9                                        |
| Temp. media (°C)                            | 25.2                                        | 27.3                                        | 27.6                                        | 27.3                                        | 26.5                                        | 25.6                                        | 24.5                                        | 24.5                                        | 24.8                                        | 25.2                                        | 25.5                                        | 24.5                                        | 25.7                                        |
| Temp. mín. media (°C)                       | 18.9                                        | 21.2                                        | 21.8                                        | 21.8                                        | 21.3                                        | 21.1                                        | 20.4                                        | 20.6                                        | 20.4                                        | 20.4                                        | 20.3                                        | 19                                          | 20.6                                        |
| Precipitación total (mm)                    | 13                                          | 42                                          | 108                                         | 126                                         | 155                                         | 165                                         | 88                                          | 83                                          | 170                                         | 125                                         | 36                                          | 15                                          | 1126                                        |
| Días de precipitaciones (≥ )                | 0                                           | 0                                           | 2                                           | 2                                           | 1                                           | 3                                           | 3                                           | 3                                           | 3                                           | 2                                           | 0                                           | 0                                           | 19                                          |
| Fuente: Climate-Data.org, altitude: 236m    |                                             |                                             |                                             |                                             |                                             |                                             |                                             |                                             |                                             |                                             |                                             |                                             |                                             |

El clima de la región de Yamusukro es del tipo AW en la clasificación de Köppen.

## Historia

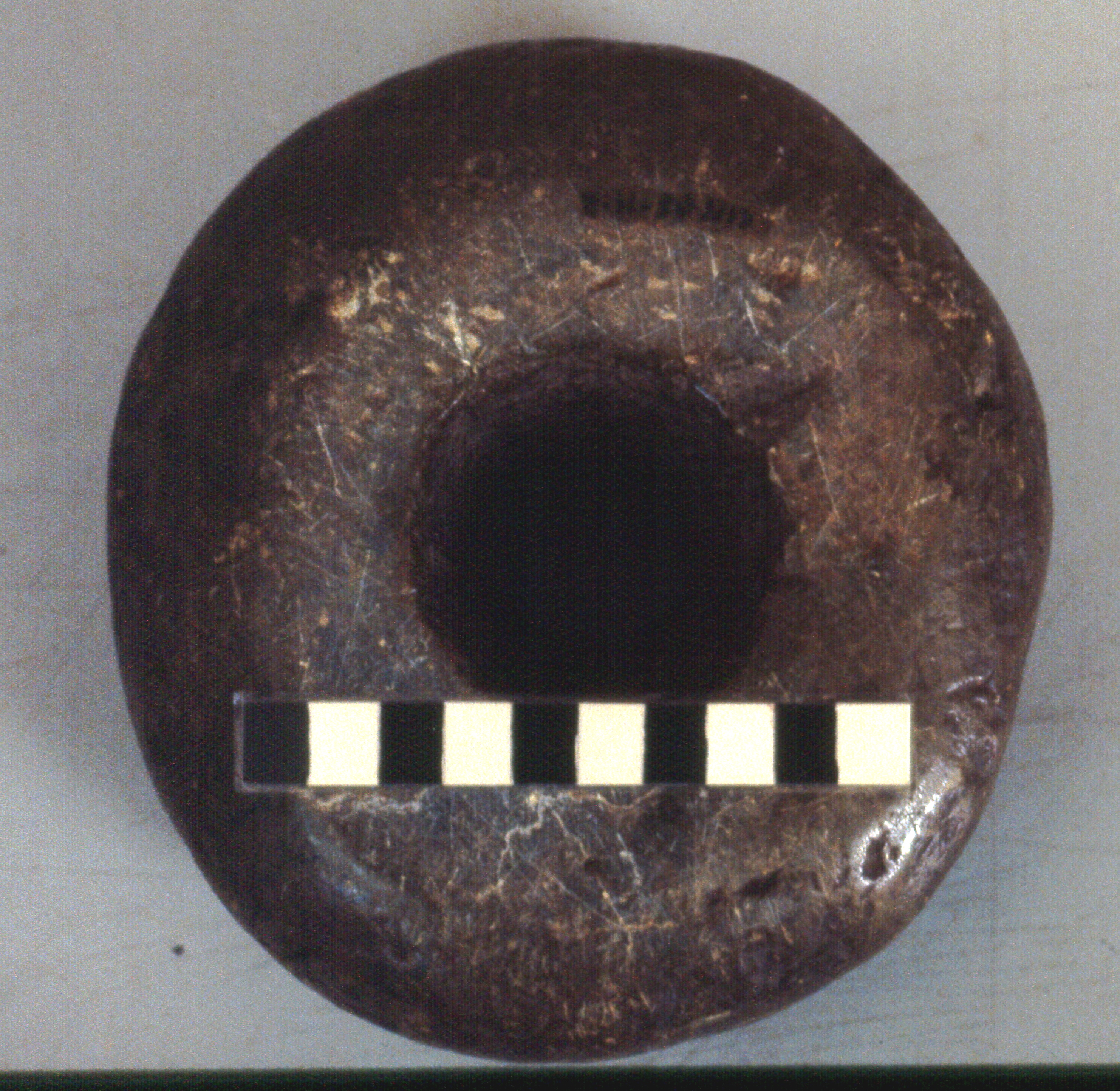
Piedra pulida de la época prehistórica encontrada en Costa de Marfil.

### Prehistoria
Las numerosas herramientas de piedra encontradas que datan de hace varios centenares de miles de años, del Paleolítico, sobre todo en el norte y centro del país, atestiguan que Costa de Marfil fue ocupada desde tiempos remotos por el hombre.  Ya en tiempos más recientes, en el Neolítico, la zona empezó a desertificarse; la desecación progresiva de las tierras cultivables y los pastizales obligó a los nativos a emigrar hacia el sur a fin de encontrar mejores condiciones climáticas, especialmente un nivel de humedad más alto que les permitiera seguir cultivando y abasteciendo los rebaños. Esta migración hacia el sur transformó la geografía humana de los países subsaharianos, donde pueblos muy antiguos de la zona tuvieron que replegarse para dejar el lugar a los nuevos llegados. Entre estos pueblos se encontraban los pigmeos; en la actualidad ocupando las zonas de África central y cuya implantación en los tiempos prehistóricos era señalada ya por los egipcios y el historiador griego Heródoto hasta la parte superior del valle del Nilo.

### Periodo precolonial
Hasta el siglo XV, no hay fuentes escritas sobre la población de Costa de Marfil, al contrario que lo que sucede con los reinos situados más al norte. Los especialistas estiman sin embargo que la población de la región de Yamusukro por parte de los baoulé, como la de la región de Bouaké situada más al norte, fue el resultado de la epopeya que en el siglo XVIII siguió la reina Pokou y su hermana Akwa Boni durante su migración a través de la sabana, partiendo de Ghana. Esta epopeya ha sido contada esencialmente de generación en generación por los griots hasta llegar a hoy en día.

### Periodo colonial
Yamusukro debe su nombre a la reina Yamousso, soberana en tiempos de la colonización francesa. En aquella época era una pequeña aldea (en 1901 sólo tenía 475 habitantes) llamada N'Gokro y dedicada a la agricultura. En 1939 la máxima autoridad del pueblo pasó a ser Félix Houphouët-Boigny, líder de la independencia de Costa de Marfil, que creó aquí el Sindicato Agrícola Africano. Una vez nombrado presidente del nuevo estado, Houphouët-Boigny destinó a Yamoussoukro importantes inversiones económicas. 
En marzo de 1983, Yamusukro se convirtió en la capital política y administrativa de Costa de Marfil después de que lo hubieran sido anteriormente en el último siglo Grand-Bassam (1893), Bingerville (1900) y Abiyán (1933).
El 6 de noviembre de 2004, el aeropuerto de Yamusukro fue atacado por la infantería francesa después de que un avión militar proveniente de allí hubiese bombardeado a los soldados de la fuerza de paz de la ONU, además de diversos objetivos controlados por los rebeldes, con el resultado de la muerte de nueve militares franceses y un civil estadounidense. El ataque francés destruyó dos Sukhoi Su-25 de Costa de Marfil y diversos helicópteros Mil Mi-24, que constituían la mayor parte de las fuerzas aéreas estatales. Ello provocó un motín contra las tropas francesas después de la incursión contra el aeropuerto.

## Demografía
En Costa del Marfil, la tasa de fecundidad es de 4,5 hijos por mujer. El 40,8% de la población es menor de 14 años, el 56,4% está entre 14 y 64 años y el 2,8% tiene más de 64 años. La esperanza de vida promedio es de 47,7 años.
La población está compuesta principalmente de Yamoussoukro Baoules con sus muchos subgrupos, que, con 3 millones de personas, lo que representa aproximadamente el 23% de la población. Este es un asentamiento reciente ya que los expertos creen que antes de 1730 Baoulés como tal existe. Según el censo de 1998, Costa del Marfil, una de cada cuatro residentes es extranjero. Este es el caso a nivel local en la región de Yamoussoukro, la población extranjera, principalmente procedente de Burkina Faso y Malí, en particular para trabajar en las plantaciones y en el sector del comercio.
Está previsto organizar un nuevo censo de la población en 2008.
| 37 253                                                           | 110 013 | 155 803 | 226 994 |
| Nombre retenu à partir de 1975 : Population sans doubles comptes |         |         |         |

Yamusukro tiene una población urbana aproximada de 275.000 habitantes, la tasa de urbanización del distrito es del orden del 55% frente al 45% de la población que vive en las zonas rurales. La tasa de crecimiento anual observada en el período 1988 a 1998 fue del 2.6%.
Como en otras partes de África la población aborigen era animista, en la actualidad estas tradiciones coexisten con otras religiones monoteístas importadas por los colonizadores del oeste de África, como el catolicismo y el Islam.

## Idiomas
La lengua tradicional de la ciudad es el baoulé. Desde la independencia, la lengua oficial en Yamusukro y en toda Costa de Marfil es el francés. La lengua vehicular, hablada y comprendida por la mayor parte de la población es el diula. A la ciudad llegan, cada vez más, marfileños procedentes de todas las regiones del país, y que por tanto, traen sus lenguas con ellos a la ciudad, en la que se hablan alrededor de sesenta lenguas distintas, como el attié, el agnis, las senufo o el bété.

## Urbanismo

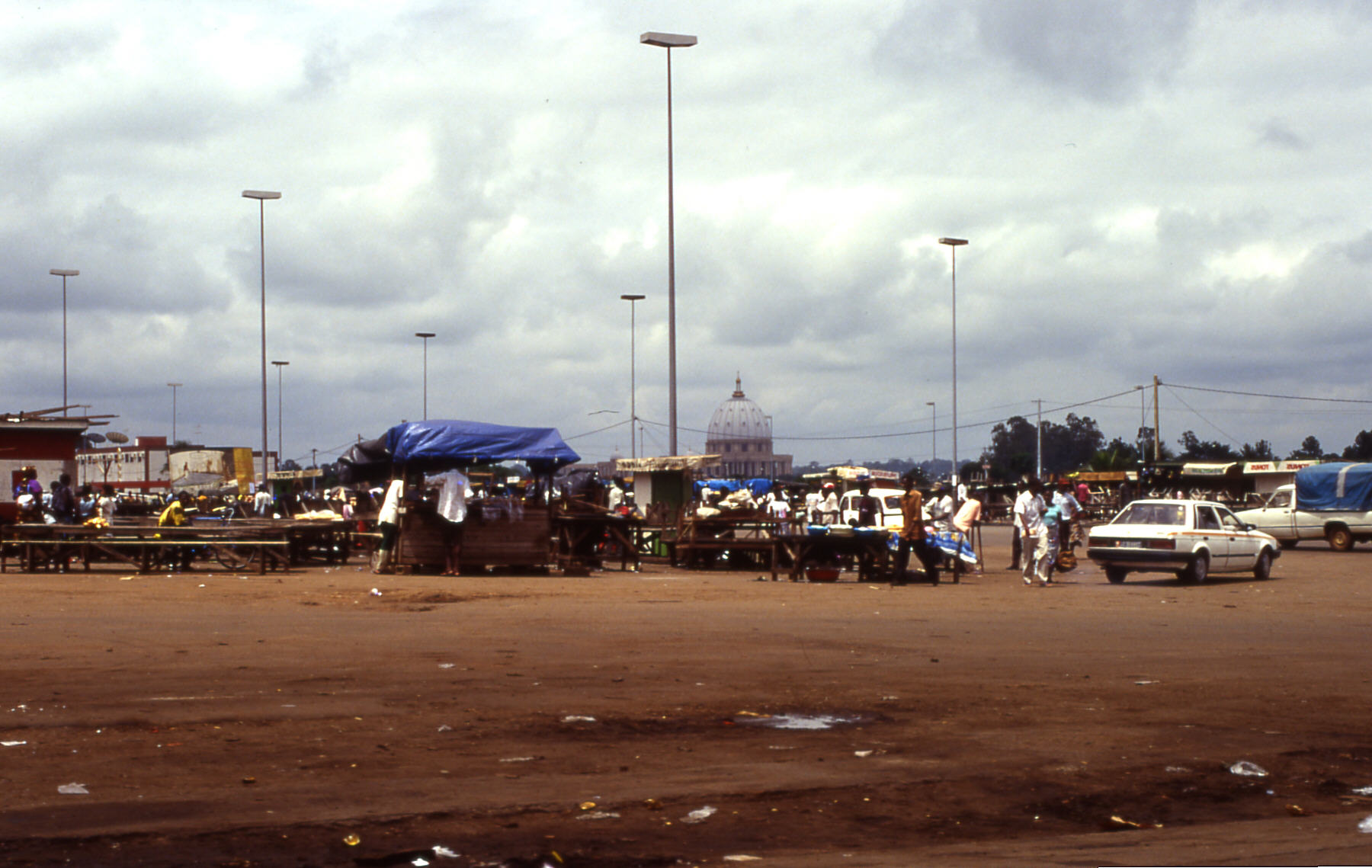
La estación de autobuses de Yamusukro, con la Basílica de Nuestra Señora de la Paz al fondo.

La ciudad se organiza alrededor del eje principal que transcurre hacia el norte del país y donde se ha construido la estación de autobuses, que constituye, como en toda África, un importante y animado punto de reunión de los habitantes de la ciudad. La ciudad cuenta con casas construidas con sillares y con tejados recubiertos de chapa ondulada, y con barrios organizados según el sistema del patio colectivo, alrededor del cual se construyen varias viviendas en adobe, que respeta la organización habitual y multisecular de las ciudades africanas y que se encuentran rodeadas de una vegetación exuberante. Cuenta también con inmensas avenidas, anchas como autovías y siempre iluminadas, pero normalmente vacías, uniendo construcciones modernas, construidas después de 1980, y que desembocan bruscamente en la sabana. La ciudad se divide en ocho barrios: Assabou, Habitat, Dioulako, Kokrenou, Morofe, N'zuessy, 220 Logements y Énergie.

## Infraestructuras

### La ciudad
Desde la estación de autobuses, distintas compañías de autobuses y de taxis brousses conectan la ciudad con las localidades vecinas. Yamusukro dispone de un aeropuerto (código AITA: ASK). El aeropuerto internacional de Yamusukro, con una media de seiscientos pasajeros y 36 vuelos en 1995, era, junto al de Dakar, uno de los dos aeropuertos del continente africano que podían acoger el Concorde. En los años 1980, el antiguo presidente Félix Houphouët-Boigny tenía la costumbre de regresar al país usando este avión.

### Departamento
En el departamento hay 261 km de carreteras asfaltadas, mientras que hay 1800 km de pistas de laterita. En esta región del mundo, el coste de un kilómetro de carretera asfaltada se estima, de media, en 100 millones de francos CFA, lo que representa unos 1,6 millones de euros. De las 169 localidades rurales del departamento, 88 cuentan con suministro eléctrico. Algunas localidades que no disponen de electricidad cuentan con grupos electrógenos.
La presa de Kossou, en el Bandama blanco, cuenta con una capacidad de agua tan grande como el del lago Leman. Su construcción, a partir de 1969, provocó el desplazamiento de 100 000 personas, principalmente hacia el sur del país, en la región de San Pedro, que se encuentra a 40 km de la presa. Es la fuente principal de electricidad del país. Gracias a esta presa, Costa de Marfil produce la totalidad de la energía eléctrica que consume y puede exportar los excedentes a los países vecinos, como Ghana, Togo, Benín, Malí y Burkina Faso, gracias a la interconexión de las redes eléctricas.

## Sanidad
El departamento de Yamusukro cuenta con un centro hospitalario regional, 37 centros de salud, un centro de salud escolar y uno universitario, una clínica odontológica, una clínica y siete farmacias. Como en la mayoría de las ciudades del continente, el hospital no proporciona las medicinas. Es necesario, antes de acudir, comprar vendas, jeringuillas, termómetro, etc. en la farmacia. Las autoridades de Costa de Marfil planean construir un centro oncológico.
La lepra aún causa estragos en algunas localidades de la región, así como en los departamentos de Danané, Man, Biankouma, Touba, Tengréla, Boundiali, Korhogo, Katiola, Dabakala y Béoumi. Se diagnosticaron 856 nuevos casos en Costa de Marfil en 2007 y 1367 enfermos estaban en tratamiento según las autoridades del país. Entre 1995 y 1999, 269 nuevos casos de lepra habían sido diagnosticados en el distrito sanitario de Yamusukro. La poliquimioterapia que asocia tres medicamentos es el único tratamiento que cura verdaderamente la lepra. Eficaz y gratuito, está disponible en todos los centros de salud del país.

## Religión
Yamusukro es la sede de una diócesis católica creada el 6 de marzo de 1992.

## Economía

### Sector primario

#### Agricultura

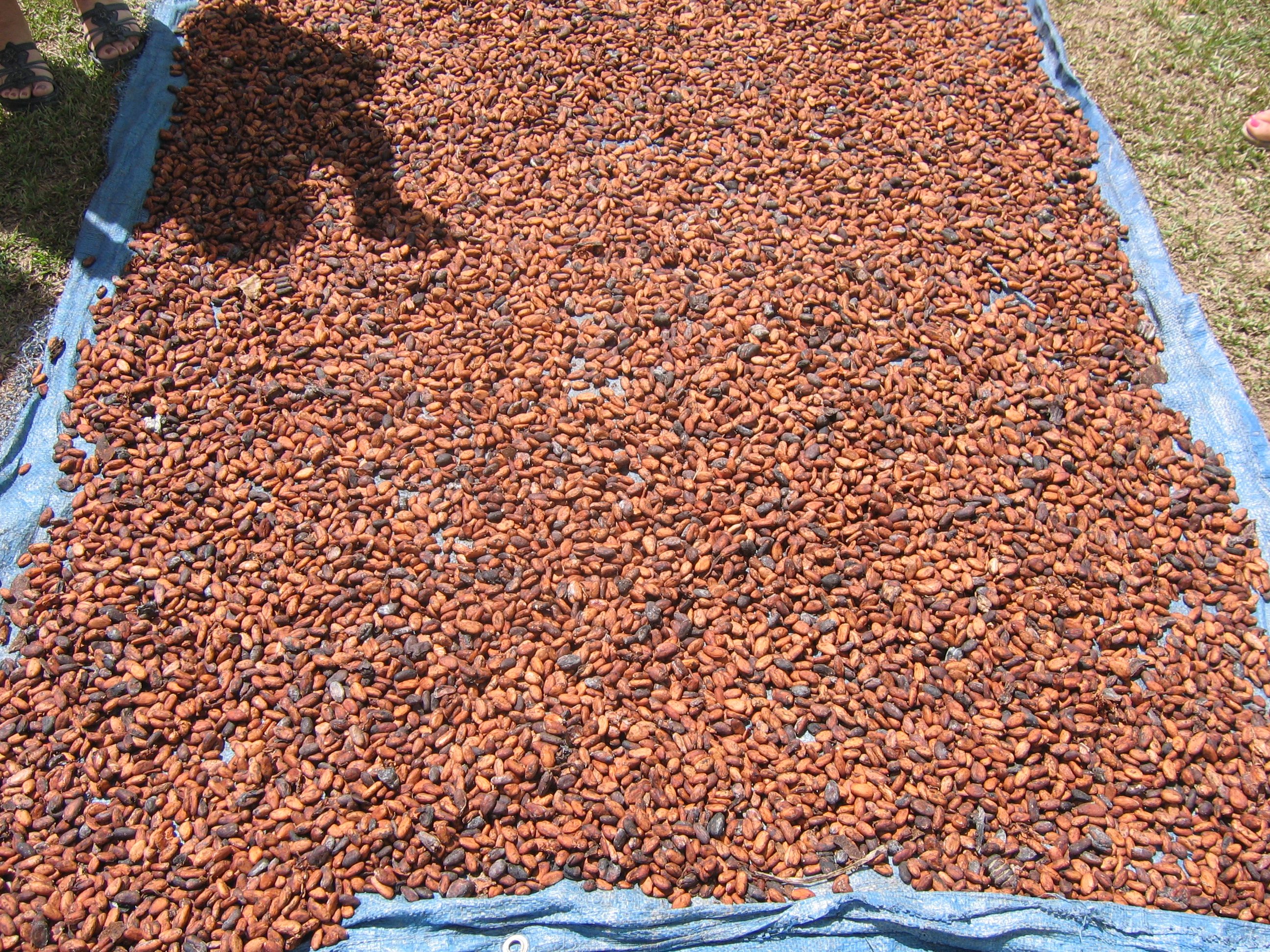
Granos de cacao.

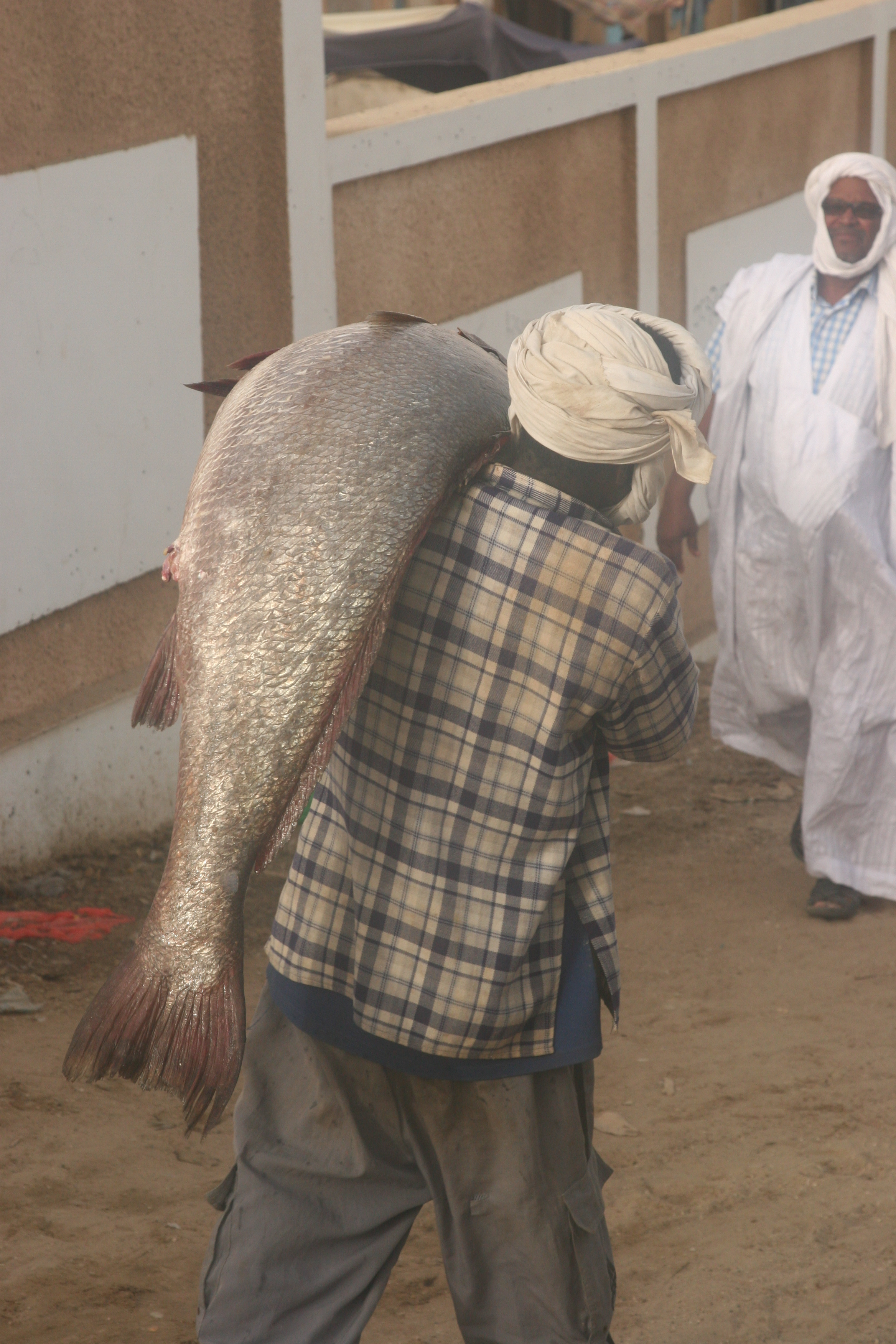
Pescador transportando un capitaine.

La agricultura constituye la principal fuente de ganancias para la mitad de los habitantes y es la actividad económica más importante de la región.
La región tiene plantaciones de cacao y de café. Se cuentan 4000 explotaciones de café y 5000 de cacao en la región.
La agricultura local incluye también la agricultura de subsistencia: batata (133 000 toneladas anuales), plátano (52 000 toneladas anuales), yuca (7500 toneladas anuales), maíz, arroz de riego y arroz de secano, con un rendimiento superior al anterior, y que presenta la ventaja de permitir dos cosechas anuales. Se calcula que la superficie total de cosechas de arroz es de 2260 hectáreas. El arroz constituye el alimento básico en Costa de Marfil, pero el país importa hasta 750 000 toneladas al año.

#### Pesca
Gracias al embalse de Kossou que cubre de agua unos 1 750 km², la pesca poco practicada tradicionalmente en el país Baoulé, conoció a partir del año 1969 un considerable impulso. Se pescan carpas (Cyprinus carpio) y capitaines (Polydactylus quadrifilis) destinados al consumo local. Los lagos de la región cubren en total unas 15 000 hectáreas y producen más de 1 000 toneladas de pescado fresco gracias a unos 400 pescadores. Los 60 lagos hidro-agrícolas diseminados por la región también favorecen la pesca, a la vez que juegan un importante papel ornitológico.

### Sector secundario
Una planta de descascarado de algodón, gestionada por la empresa SORIZCI, se encuentra instalada en la región, en Toumbokro. También posee un aserradero así como 46 unidades artesanales de tratamiento de arroz.
La ciudad alberga grandes depósitos de almacenamiento de hidrocarburos gestionados por GESTOCI.
Se prevé por parte de la agencia de cultivo de caucho, la Agence ivoirienne de promotion de l'hévéaculture (Aiph) de Costa de Marfil, construir una planta de procesamiento de látex.

### Bancos
Casi la totalidad de los bancos marfileños están presentes en Yamusukro: SGBCI (Société générale de banques en Côte d’Ivoire), BICICI, BNI (Banque Nationale d’Investissement), BCEAO (Banco Central de los Estados de África Occidental), CECP (Caisse d’Épargne et de Chèques Postaux), COOPEC (Coopérative d’Épargne et de Crédit).

### Turismo

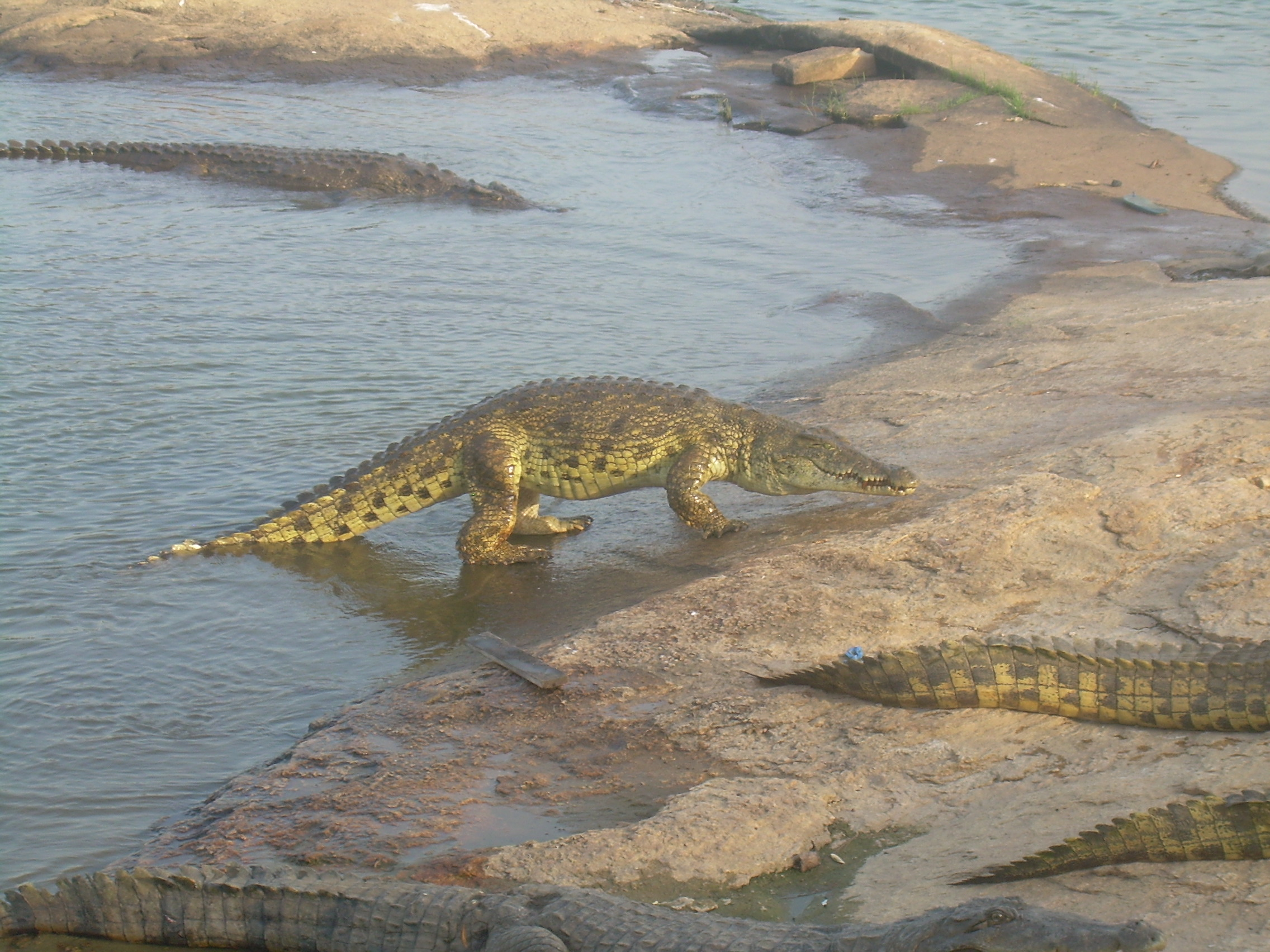
Cocodrilos del Palacio presidencial

Concebida según el modelo de la basílica de San Pedro de Roma, la Basílica de Nuestra Señora de la Paz de Yamusukro se ha convertido en un lugar visitado por los turistas, así como los cocodrilos de Yamusukro que rodean el Palacio presidencial, principalmente hacia las 17 h, que es cuando los guardianes les alimentan.
El Hotel Président cuenta con 285 habitaciones y puede albergar a 800 personas. Dispone de un restaurante con vista panorámica en la parte más alta del edificio, una galería comercial, un cine, un solárium y una discoteca. El hotel se beneficia de un estatus semioficial ya que sirve de alojamiento a numerosas personalidades que visitan la ciudad. Cuenta también con dos pistas de tenis y un campo de golf internacional con 18 hoyos. Cerca del hotel se ha construido una salón de congresos que dispone de una capacidad para 1500 personas.
Como en la mayoría de las ciudades de África, Yamusukro cuenta con numerosos hoteles con precios asequibles, maquis y allocodromes, principalmente alrededor de la estación de autobuses. El parque hotelero está estimado en unas 1000 habitaciones.

## Cultura y patrimonio

### Monumentos y edificios destacados
En Yamusukro se encuentra el que es seguramente el lugar de culto cristiano más grande de la Tierra, y la iglesia más grande de África: la basílica de Nuestra Señora de la Paz, consagrada por el Papa Juan Pablo II el 10 de septiembre de 1990. 
También son destacables la presa de Kossou, la Fundación Félix Houphouët-Boigny, la Casa del PDCI-GDR, las diversas escuelas del Instituto Politécnico Félix-Houphouët-Boigny, el aeropuerto internacional (con una media de 600 pasajeros y 36 vuelos en 1995, es el único aeropuerto africano en que podría aterrizar el Concorde), el Ayuntamiento, el templo protestante, la mezquita y el Palacio de Invitados.

### Parques y reservas
El Parque de Aboukouamékro, que ocupa una superficie de 20 430 hectáreas, es una reserva de animales que cobija rinocerontes, jirafas, búfalos, búbalos, antílopes, en particular bosboks y cobos, y otras diversas especies animales. Se encuentra a 50 km al norte de Yamoussoukro. El parque cumple dos objetivos: resguardar especies animales salvajes amenazadas y la rentabilidad comercial al proyectarse como una gran zona de turismo, al ejemplo de las reservas del este de África. Han sido introducidas jirafas y rinocerontes, especies que habían desaparecido completamente del país. No obstante, el parque sufre constantes oleadas de caza furtiva intensiva; los especialistas estiman entre 275 a 300 bosboks cazados diariamente para el consumo en restaurantes de la región.
El Parque de la Marahoué, con una superficie de 101 000 hectáreas y clasificado patrimonio mundial de la UNESCO, se encuentra cerca de Bouaflé. Presenta paisajes de sabana y bosque virgen, y resguarda numerosas especies animales, sobre todo elefantes, babuinos, cocodrilos, antílopes, hipopótamos, panteras, civetas, facoceros, así como más de 300 especies de pájaros. Se encuentra sujeto, como la mayoría de los parques del país, a dos tipos de amenazas : la caza furtiva y la búsqueda de oro. Desde hace algunos años, varias poblaciones se han instalado en el corazón del parque, lo que ha conducido en la destrucción de árboles protegidos y a la caza no autorizada de cuniculus y gacelas que son luego vendidas a los dueños de los restaurantes de la región.

### Tradiciones

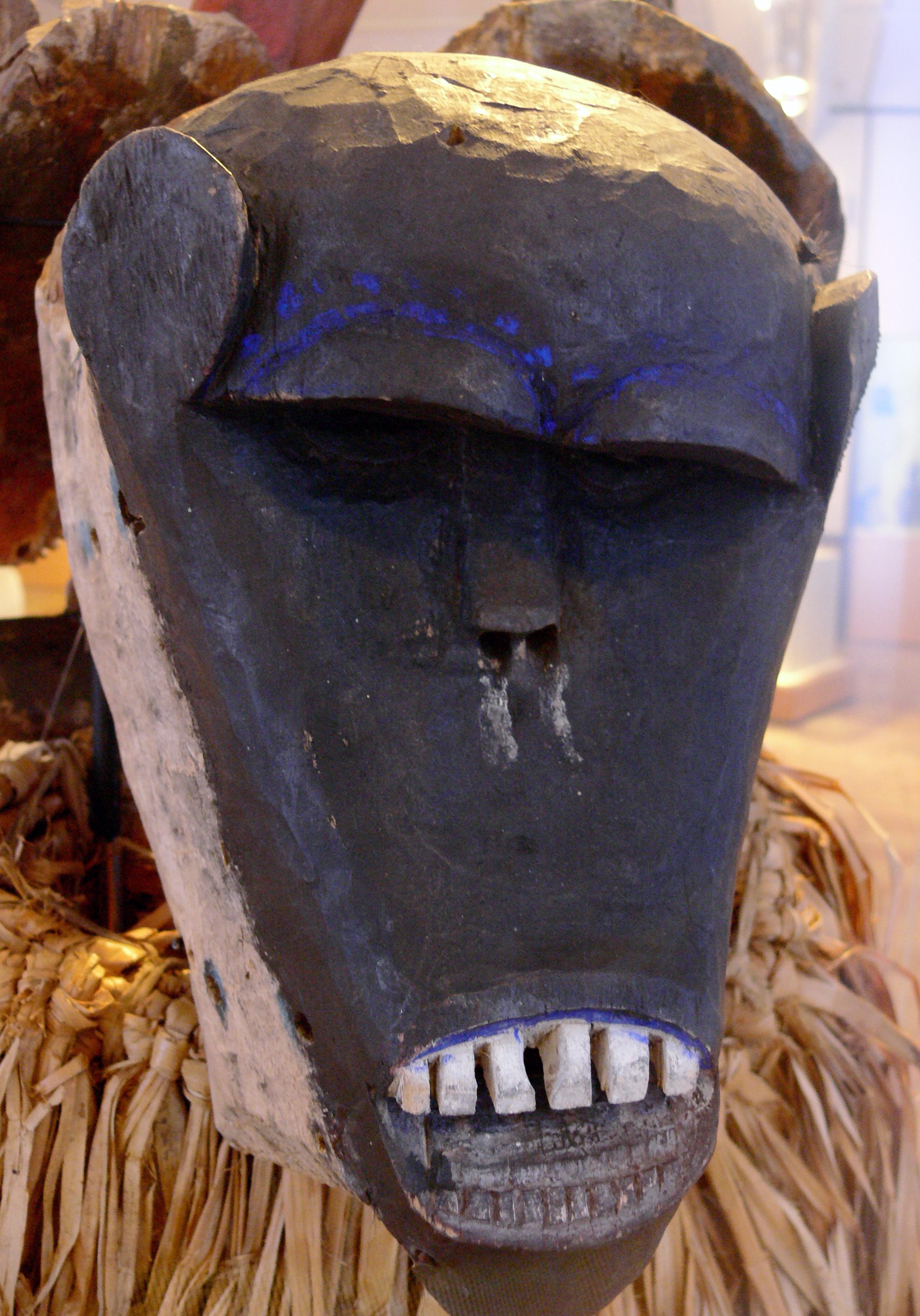
Máscara típica de la ètnia de los Gouros.

Tradicionalmente, los habitantes de Costa de Marfil, como en la mayoría de las sociedades africanas, se saben deudores de la asociación humana, ya encontrada en el momento de su nacimiento, que los guía e inicia en la vida. Está muy arraigado un culto a los ancestros y un respeto al pasado. Como en todas partes de África, la tradición oral se encuentra muy desarrollada: los griots cumplen una función social esencial, guardan la memoria de los pueblos y transmiten la historia de la región de generación en generación. Los conflictos y los problemas entre familiares o de vecinos son resueltos a menudo por los ancianos, respetables «prudentes», reunidos al pie del árbol de palabras, a menudo un baobab que preside cada pueblo. En África, la palabra «viejo» no es peyorativa, todo lo contrario, designa a los ancianos «que han adquirido sensatez». Es la razón por la cual sus decisiones son consideradas como sabias y efectuadas, aunque sin valor legal en el sentido como se considera habitualmente en Europa.

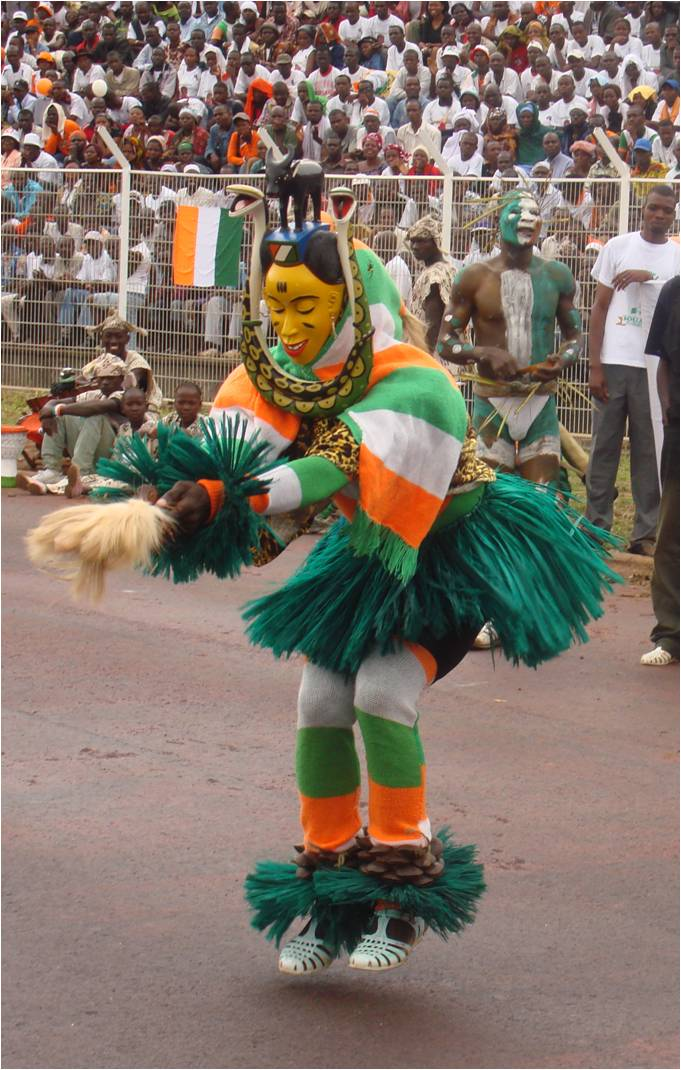
Máscara Zaouli.

En la mayoría de los pueblos se organizan ceremonias para «cazar el Kodiahou». En baoulé, el Kodiahou es el mal que, con palabras y actos, hace todo lo posible para desestabilizar la estructura social y los acuerdos entre personas y entidades, con el único propósito de dañar o para su propio interés.
Los bailes Zaouli y Goly son muy practicados por los pueblos de la región, fueron de hecho adoptados por una gran parte de la población baoulé hacia el año 1910.
Como en todas las aldeas africanas, las máscaras tienen gran importancia y están asociados con una danza específica: las máscaras con forma de animales son llamadas Banun Amuin (amuin del bosque) o Amuin Yaswa (amuin viril). Estas máscaras de baile encarnan igualmente a uno de sus dioses, el más terrible. El término Amuin designa un arte religioso que engloba todos los poderes y los objetos sometidos al sacrificio sangriento (por lo general un pollo). La forma de estas máscaras, sus nombres y el orden de los bailes en los que se usan varían de un pueblo a otro, pero no pueden ser vistos por las mujeres y los extranjeros. Tienen sus santuarios en el bosque y se realizan durante toda una noche. Las máscaras Bonun Amuin o Amuin Yaswa, "Dioses de los hombres", y prácticas religiosas asociadas con ellas, se identifican con la virilidad, el bosque, la rugosidad de la naturaleza. Encarnan el carácter peligroso e implacable de la naturaleza.
Paralelamente al rápido desarrollo de las telecomunicaciones de alta tecnología, el tambor sigue siendo utilizado tradicionalmente para transmitir noticias de pueblo a pueblo.

## Deportes
La ciudad cuenta con dos clubes de fútbol, la Union Sportive de Yamoussoukro, que juega en la MTN Ligue 2, y la Société Omnisports de l'Armée, que juega en la MTN Ligue 1. Ambos clubes disputan sus encuentros como local en el estadio municipal.
Cuenta también con un club de rugby a XV, los béliers de Yamoussoukro, un club de balonmano, el Sports Plus de Yamoussoukro, y cuenta con unas prestigiosas instalaciones de golf, el Président Golf Club de Yamoussoukro, que depende del Hotel Président, que acoge numerosas competiciones internacionales.
En 2007, Korhogo se convirtió en la ciudad de llegada del Tour de l'or blanc. En 2008, Yamusukro acogió una etapa de esta prueba ciclista: la etapa Bouaflé-Yamusukro, una contrarreloj por equipos, que ganó el AS CAVEL de Koumassi.

## Ciudades hermanadas
- Luzarches,[19] Francia